# Neighbours from Hell 2: On Vacation
Neighbours from Hell 2: On Vacation (română Vecini din iad 2: În Vacanță), de asemenea cunoscut ca Neighbours from Hell: On Vacation și Neighbours from Hell 2, este un joc de strategie point and click produs de JoWooD Entertainment și distribuit de Nordic Games. A fost lansat în Europa pe 5 mai 2004 și în Statele Unite pe 7 mai 2004. Este al doilea joc din seria Neighbours from Hell. Acțiunea jocului are loc la mare, iar jucătorul (care are trei vieți în loc de una, față de jocul predecesor) trebuie să fie atent și la mama dl. Rottweiler, care își bate și propriul fiu.

## Personajele
- Woody - Protagonistul jocului.
- Dl. Rottweiler / (Vecinul din iad) - Antagonistul jocului și vecinul căruia Woody trebuie să-i facă farse.
- Mama -  Mama dl. Rottweiler care își iubește fiul mai puțin decât se iubește pe sine.
- Olga - Femeia de care vecinul este îndrăgostit, și care are un copil.
- Copilul Olgăi - Este băiatul de care se ia vecinul pentru a se distra, enervând-o pe Olga.
- Yapper - Câinele de care dl. Rottweiler are grijă pentru mama sa.
- Joe - Regizorul care dă indicații la începutul jocului.